# Live Love Life 2013 at 日比谷野音〜美里祭り 春のハッピーアワー〜
『Live Love Life 2013 at 日比谷野音〜美里祭り 春のハッピーアワー〜』（ライブ ラブ ライフ 2013 アット ひびややおん〜みさとまつり はるのはっぴーあわー）は、2013年7月10日にリリースされた渡辺美里の3枚目のライブ・アルバム。

## 解説
2013年5月5日に行われた渡辺にとって初となる日比谷野外音楽堂での模様を収録。
ライブ・アルバムは2000年発売の『うたの木 Gift』以来約13年ぶり。
ベスト・アルバム『美里うたGolden BEST』と同日発売。通常盤とDVD付初回限定盤の2形態で発売。DVDには4曲のライブ映像を収録。

## 収録曲

### Disc 1
1. ハミング[4:26]
2. サマータイム ブルース[5:58]
3. 春のハッピーメドレー【グリーン・グリーン,卒業, いつも笑って ちょっぴり泣いて。,Kiss from a rose,さくらの花の咲くころに】[10:59]
4. 跳べ模型ヒコーキ[5:34]
5. NEWS[3:53]
6. 人生はステージだ![4:31]
7. メリーゴーランド[5:56]
8. 10 years[4:27]
9. My Revolution[4:34]
10. 恋したっていいじゃない[5:26]
11. 恋するパンクス[4:34]
12. My Love Your Love（たったひとりしかいない あなたへ）[6:30]
13. 始まりの詩、あなたへ[5:35]

### Disc 2
初回限定盤DVD
1. My Revolution
2. 恋するパンクス
3. My Love Your Love（たったひとりしかいない あなたへ）
4. 始まりの詩、あなたへ